# Coffeeae
Coffeeae es una tribu de plantas pertenecientes a la familia Rubiaceae. 

## Géneros
- - Argocoffeopsis, Belonophora, Calycosiphonia, Coffea, Diplospora, Discospermum, Nostolachma, Psilanthus, Tricalysia, Sericanthe, Xantonnea

- Según NCBI:[1]
  - Chapelieria, Coffea, Diplospora, Discospermum, Paracoffea, Petitiocodon, Psilanthus, Sericanthe, Tricalysia